# Карл XV
Карл XV (швед. Karl XV; 3 травня 1826 — 18 вересня 1872) — король Швеції та Норвегії (як Карл IV) з 1859 по 1872 роки. Походив з династії Бернадотів.

## Життєпис

### Молоді роки

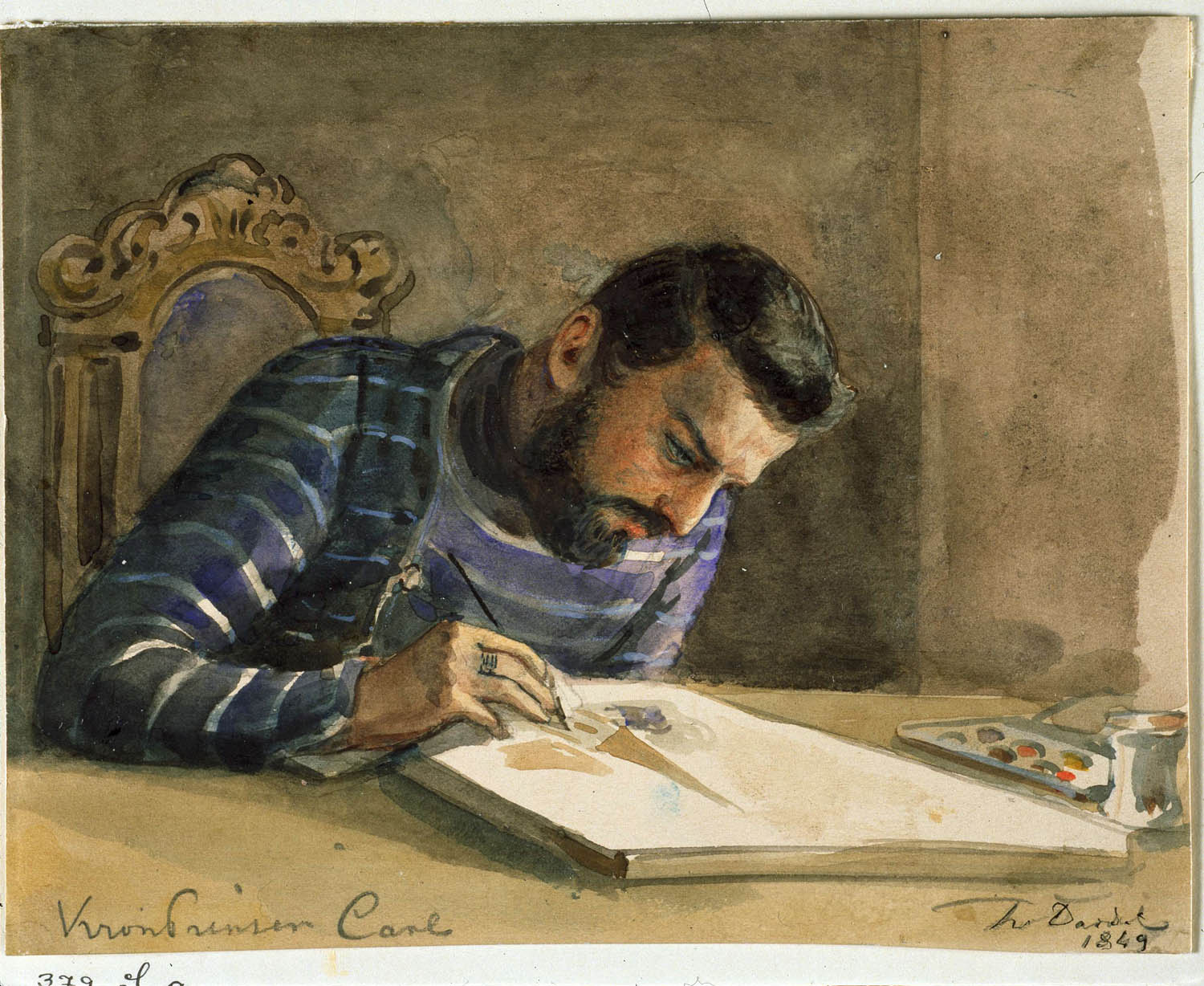
Кронпринц Карл у 1849 році

Був сином Оскара I та Жозефіни Лейхтенберзької. Ставши повнолітнім став брати активну участь у політичному, науковому, культурному житті країни. У 1844 році він став канцлером університетів Упсали та Лунда, а у 1846 році — почесним членом Шведської королівської академії наук. У 1853 році Карл очолив Шведську королівську академію мистецтв.
З 1856 до 1857 року виконував обов'язки віце-короля Норвегії. Кронпринц Карл з запалом узявся виконувати свої обов'язки віце-короля і правителя, маючи на меті зміцнення унії. Він навіть пообіцяв норвежцям, що скасує посаду королівського намісника, коли стане королем, прагнучи цим відкласти розв'язання конфлікту на триваліший час.
З 25 вересня 1857 року став регентом країни. Це було пов'язано з хворобою Оскара І. У цей час набрав обертів рух скандинавізму, який вже за правління Карла XV досяг своєї вершини. Студенти постійно влаштовували мітинги, у промовах і тостах мовилося про спільні інтереси скандинавських народів. Регент Карл також перейнявся цією ідеєю. Об'єднання скандинавських країн стало важливою метою його зовнішньої політики.

### Володарювання

#### Норвезькі справи
Відразу після того, як Карл XV обійняв трон, стортинґ, пам'ятаючи про його обіцянку, спробував знов касувати посаду королівського намісника. Та коли Карл XV мав схвалити цю постанову в норвезькій державній раді, шведський риксдаг та уряд на чолі з впливовим міністром фінансів Йоханом Августом Гріпенштедтом не погодилися з цим. На думку Гріпенштедта, така постанова торкалася всієї унії, тож її слід було вирішувати не односторонньо норвежцями, а на об'єднаній раді обох держав. А що норвежці відмовилися на це пристати, то уряд Гріпенштедта за активної підтримки риксдагу пригрозив піти у відставку, чим змусив Карла XV поступитися й відмовитися схвалити постанову стортинґу.
З погляду шведів це була перемога уряду, підтриманого риксдагом, над королем. Питання про королівського намісника поклало початок тривалій боротьбі між королем та риксдагом, що стало характерною рисою шведської політичної історії наприкінці XIX ст., до 1914 року.
Особисто для Карла XV такий наслідок суперечки про намісника на самому початку його правління був поразкою.
Питання про намісника виявило також глибину протиріч між Швецією та Норвегією, з якими Карл XV зіткнувся, коли ще був віце-королем Норвегії. Всі спроби протягом його правління змінити основні положення конституції унії, так само як і зміцнити зв'язки між двома країнами виявилися марними. Лише невдовзі по його смерті 1873 року посаду королівського намісника було зрештою скасовано без протестів із боку Швеції.

#### Внутрішні справи

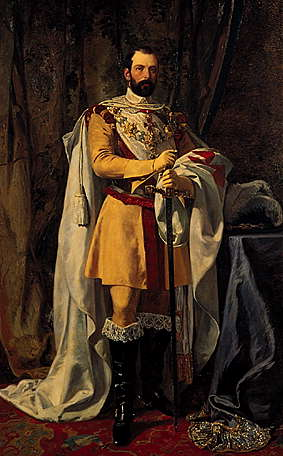
Карл XV бл. 1870

Головною вимогою щодо ліберальних змін у першій половині XIX ст. була парламентська реформа, тобто скасування чотиристанової системи в риксдазі з усіма привілеями аристократії. Таку форму парламенту вважали не лише застарілою й несправедливою, а й перешкодою на шляху здійснення справжніх реформ. Протягом першої половини XIX ст. було подано чимало пропозицій щодо зміни цієї структури, але всі їх відхилили через групові інтереси.
Та попри все, цей останній період існування станового риксдагу, хоч би якій нищівній критиці його піддавали, виявився врожайним на ліберальні реформи, такі як свобода віросповідань (1860), місцеве врядування (1862), новий карний кодекс (1864), вільна торгівля (1865) і — вінцем усього — парламентська реформа 1866 року.
Нову парламентську систему, що її врешті було прийнято, опрацював міністр юстиції Луї де Ґеер. Віднині риксдаг мав складатися з двох рівноправних палат. Але вони дуже різнилися між собою за способом проведення виборів до них, за обмеженнями виборчого цензу і за правом кандидатів на обрання. За новими правилами членів Першої палати, яка мала забезпечити тяглість влади і вплив вищого стану, обирали на 9 років крайові управи й муніципальні ради великих міст, і їхнє представництво щорічно поновлювалося на одну дев'яту новими членами. Кандидатом у депутати Першої палати міг стати той, хто досяг 35-річного віку й мав великі прибутки чи маєтки. Вибори до Другої палати були прямими. Вимоги і до виборців, ідо кандидатів були нижчі, зокрема щодо майнового цензу. Внаслідок цього Перша палата стала форумом великих землевласників, вищих сановників, багатих комерсантів та промисловців, а Другу склали селяни, які мали власну землю; вони об'єдналися в партію сільських господарів.

#### Панскандинавізм
Після того як 1859 року Карл XV став королем, він на урочистих зустрічах із данським королем Фредриком VII у Юнґбюгеді 1860 року і в Копенгагені 1862 року заявляв про свою солідарність із Данією. А коли Німеччина почала загрожувати південним кордонам Данії, Карл XV на зустрічі з ним у Скодсборзі 1863 року пообіцяв шведську військову підтримку в обороні кордону на річці Ейдер, тобто південного кордону Шлезвіга. Та коли в лютому 1864 року почалася війна між Данією та Пруссією, шведський уряд відмовився виконати обіцянку свого короля, і Данія мусила покладатися на свої сили. Всі зрозуміли, що то була поразка короля, яка означала також кінець скандинавізму як провідного принципу шведської зовнішньої політики.
Перемога Пруссії над Австрією 1866 року і над Францією 1870—1871 років, а також об'єднання Німеччини в імперію на чолі з імператором круто змінили співвідношення сил у Європі. Під час франко-прусської війни Швеція офіційно залишалася нейтральною, проте симпатії Карла XV і більшості шведів були на боці Франції. Відверто профранцузькі настрої короля та його необережні висловлювання в листах, які потрапили до рук німців, призвели до гострих дипломатичних суперечок з Бісмарком.
Водночас зв'язки з Німеччиною дедалі пожвавлювалися. Шведська промисловість купувала німецькі товари, у шведських університетах читали німецькі книжки, а шведські офіцери та службовці намагалися бути схожими на своїх колег із Німеччини Вільгельма. Ще в часи франко-прусської війни у пресі лунали окремі голоси в оборону відвертішої пронімецької політики, а протягом 1870-х років таку політику підтримували вже більшість провідних шведських газет.
За таких умов 18 вересня 1872 року у м. Мальме помер Карл XV, наступником якого на шведському троні став його брат Оскар.

## Родина
Дружина — Луїза (1828—1871), донька принца Фредеріка Оранського-Нассау
Діти:
- Луїза (1851—1926) — дружина данського короля Фредеріка VIII
- Карл (1852—1854) — помер в дитинстві